# Bocsásd meg, Úristen
A Bocsásd meg, Úristen kezdetű vers Balassi Bálint szerzeménye. 66 versből álló megszerkesztett gyűjteményének ez a 33. verse.
A szöveghez Kájoni János két generációval később a Kájoni-kódexben a Bánja az Úristen kezdetű 16. századi dallamot társította hozzá.
Protestáns egyházi népének, megtalálható a református (220. ének) és evangélikus (404. ének) énekeskönyvben. A Szent vagy, Uram! című katolikus énekeskönyvben egy hasonló dallam található Leborulva áldlak kezdetű szöveggel.
A szöveg érdekessége, hogy versszakainak kezdőbetűi összeolvasva Balassi Bálint nevét adják ki (akrosztichon).
Feldolgozások:
| Szerző          | Mire             | Mű                                   | Előadás     |
| --------------- | ---------------- | ------------------------------------ | ----------- |
| Kodály Zoltán   | két szólamú ének | Bicinia Hungarica 3. kötet, 116. dal | [ 2 ] [ 3 ] |
| Gárdonyi Zoltán | vegyeskar        | Bocsásd meg Úr Isten                 | [ 4 ]       |

## Története
Balassi 1584-ben írta a verset, érdekházasságra készülve elsőfokú unokatestvérével, Dobó Krisztinával, az egri hős, Dobó István lányával. A házasság véget vetett hat évig tartó szerelmének Losonczy Annával. A versben az ifjúságából a felnőttkorba lépő költő könyörög kegyelemért, esedezik bűnbánatért ifjúkori éveiért.
1584. december 25-én Balassi katonáival elfoglalta vélt hozományát, Sárospatak várát, és megkötötték a házasságot. Néhány óra múlva a várbeliek elkergették őket. Az eset következtében két pert is indítottak ellene: felségsértésért (Sárospatak a Dobó-család zálogbirtokában levő királyi birtok volt) és vérfertőzésért. Nemsokára a felesége is elhagyta.
1587-ben a házasságot vérfertőzés miatt a pápa érvénytelenítette. Ugyanebben az évben Losonczy Annak megözvegyült. Balassi 1588-ban találkozott vele ismét Pozsonyban, a kapcsolat felújításában reménykedve. Ekkor írta hozzá a Júlia-verseket, de Losonczy Anna elutasította az egyre inkább lezüllő költőt. 1589-ben Balassi bánatában Lengyelországba ment.

## Kotta és szöveg
| 2 Az én búsult lelkem én nyavalyás testemben Té-tova bujdosik, mint madár az szélvészben, Tőled oly igen fél, néked szólni sem mér, akar esni kétségben.   | 3 Látván magán való szántalan jovaidat, Kiért viszont téged nem nem szolgált, jól tött urát, Háládatlanságát látván hamisságát, ugyan útálja magát.       |
| 4 Akarna tehozzád ismét örömest térni, De bűnei miatt nem mér elődbe jönni, Tőled elijedett, tudván, hogy vétkezett, színed igen rettegi.                  | 5 Semmije nincs penig, mivel elődbe jöjjen, Kivel jótétedért viszont téged tiszteljen, Nagy alázatosan méltó haragodban tégedet engeszteljen.             |
| 6 Sok kísértet éri, gyakorta ijegeti, Tőled rettegteti, kétségre sietteti, Ki miatt majd elvész, ha véle jól nem téssz, magát Pokolra ejti.                | 7 Jajgatván nagy sokszor említi szent nevedet, Mondván: Vajha az Úr hozzá venne éngemet, Bizony kedvét lelném, mert őtet követném, mint édes Istenemet!   |
| 8 Bátorítsad, Uram, azért biztató szóddal, Mit használsz szegénynek örök kárhozatjával? Hadd inkább dicsérjen ez földön éltében szép magasztalásokkal.     | 9 Az te szódat, Uram, mihelyen meghallhatja, Ottan szent nevedet, nagy felszóval kiáltja, Kiterjesztett kézzel, sűrű könyves szemmel magát reád bocsátja. |
| 10 Legörögvén könyve orcáján, úgy megkövet, Magad is megszánnád, látván, mint keseredett, Mert zokogásokkal, siralmas szép szókkal kér fejének kegyelmet.  | 11 Irgalmasságod is annál inkább megtetszik, Mennyivel több bűnöm tőled megengedtetik; Mit engedhetnél meg, ha nem vétkeznének te ellened az hívek?       |
| 12 No, nem tartod tovább haragod, tudom, rajta, Mert az békességre te jobb kezed kinyújtva, De csak olyanoknak, kik utánad járnak, mert vagy mindenek ura. | 13 Térj azért, én lelkem, kegyelmes Istenedhez, Szép könyörgésekkel békéljél szent kezéhez, Mert ő hozzáfogad, csak reá hadd magad, igen irgalmas úr ez.  |
| 14 Higgyünk mindörökké igazán csak őbenne, Bűntűl őrizkedjünk, ne távozzunk el tőle, Áldott az ő neve örökké Mennyekbe, ki ma megkegyelmeze.               | |

## Felvételek
- Balassi Bálint:  Bocsásd meg Úristen. Andrejszki Judit (ének, csemballó)  YouTube (2014. november 23.)  (Hozzáférés: 2016. október 5.) (audió, fényképek)
- Balassi Bálint:  Bocsásd meg Úristen. Bánffy György  YouTue (2002. június 25.)  (Hozzáférés: 2016. október 5.) (audió) csak szöveg.
- Balassi Bálint:  Dicséretek - bűnbánati énekek 220.: Bocsásd meg, úr isten. Béres Ferenc ének, Kovács Endre orgona  YouTube (1997. december 28.)  (Hozzáférés: 2016. október 5.) (audió)
- Balassi Bálint:  Bocsásd meg Úristen. Musica Profana együttes  YouTube (2014. november 23.)  (Hozzáférés: 2016. október 5.) (videó) zenekar